# Bârsa
Bârsa là một xã thuộc hạt Arad, România. Dân số thời điểm năm 2002 là 1933 người.